# Pont de la rue Riquet
Le pont de la rue Riquet (parfois appelé pont Riquet) est un pont routier de Paris, en France, permettant le franchissement des voies ferrées de la gare de l'Est. Il est parcouru par la rue Riquet, et marque la limite du 19e arrondissement de Paris.

## Description

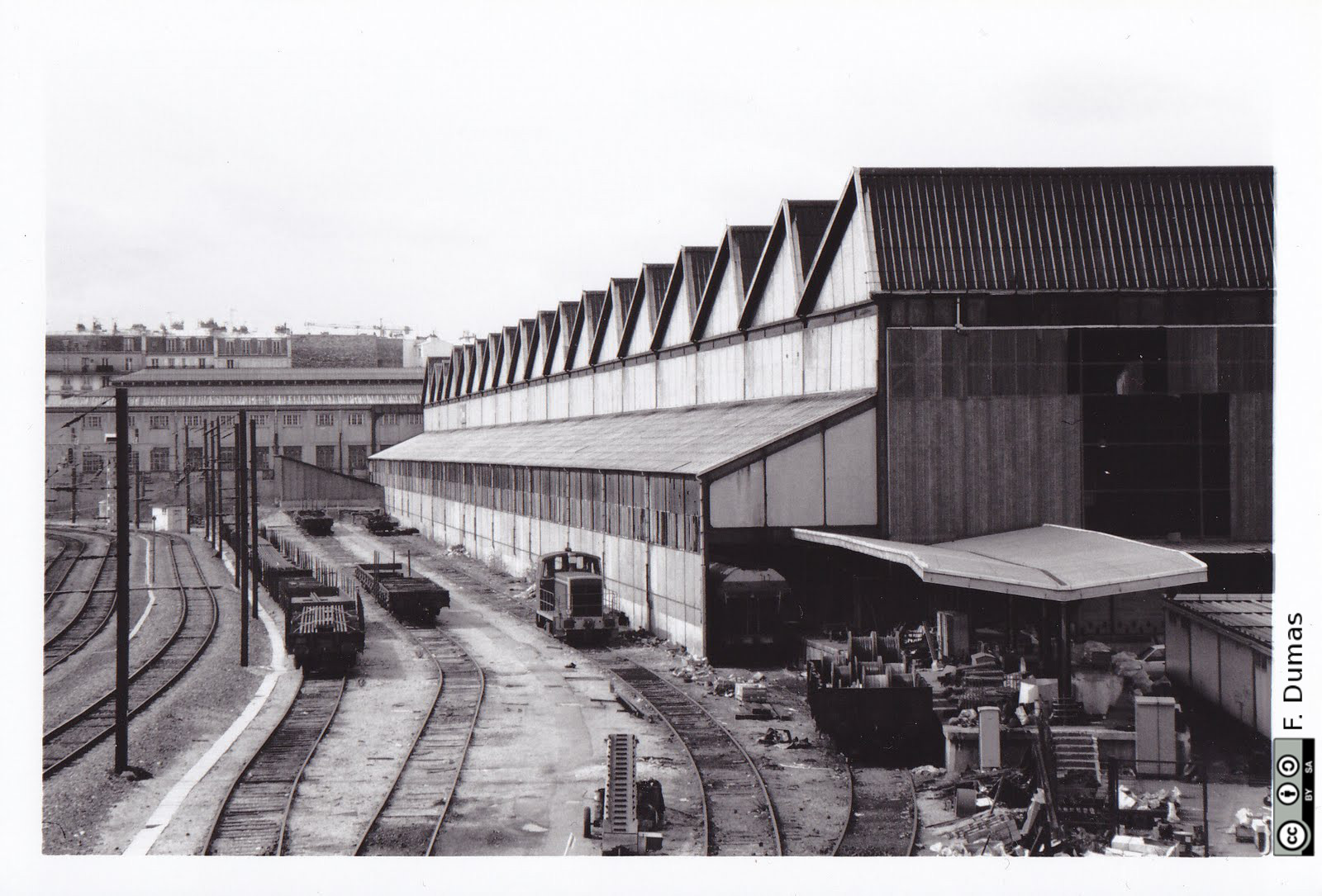
La halle Pajol depuis le pont Riquet.

Ce pont rejoint le carrefour de la rue Riquet et de la rue Buzelin côté ouest, au carrefour de la rue d'Aubervilliers, côté est.
À l'endroit de la tranchée ferroviaire que franchit le pont, se trouve le col de La Chapelle, col formé naturellement entre la butte Montmartre et les buttes Chaumont, qui servit depuis toujours de voie de communication majeure, et où passent notamment les tranchées des trains des gares du Nord et de l'Est, plusieurs routes importantes et le canal Saint-Martin.
De nombreuses implantations ferroviaires se trouvaient à cet endroit, certaines sont maintenant déplacées, donnant lieu à des nouvelles réalisations urbaines comme les jardins d'Éole, le long de la rue d'Aubervilliers jusqu'à la rue du Département.
La Halle Pajol, bâtiment destiné aux messageries des chemins de fer de l’Est, où habita et travailla longtemps le sculpteur argentin Carlos Regazzoni, a notamment été transformée, donnant naissance à l'esplanade Nathalie-Sarraute et aux jardins Rosa-Luxemburg.
Les lignes ferroviaires franchies sont:
- Ligne de Paris-Est à Strasbourg-Ville
- Ligne E du RER d'Île-de-France

## Historique
Ce pont, qui porte le nom de l'ingénieur français Pierre-Paul Riquet (1609-1680), est mis à un nouveau gabarit, par relevage, en 1961,.

## Au cinéma
Le pont apparait le film de Jacques Deray Le Solitaire (1987). Après une scène de contrôle d'identité dans un bar situé dans un immeuble aujourd'hui détruit à l'angle de la rue Pajol et de la rue Riquet, le commissaire Stan Jallard (Jean-Paul Belmondo) et son adjoint repartent puis s'arrêtent sur le pont en attendant Ossim, leur indic (Patrick Perez).  